# Felicyta Walczak
Felicyta Maria Walczak (ur. 8 lutego 1947 w Pobiedziskach, zm. 1 stycznia 2015 w Poznaniu) – polska entomolog, profesor doktor habilitowana w Instytucie Ochrony Roślin.

## Życiorys
W 1971 ukończyła studia na Uniwersytecie Adama Mickiewicza, w 1988 uzyskała stopień doktora w Instytucie Ochrony Roślin w Poznaniu, a następnie habilitowała się tam. W 2011 została profesorem. Została uhonorowana odznaką „Zasłużony Pracownik Rolnictwa”.
Pochowana na Cmentarzu parafii Matki Bożej Częstochowskiej w Poznaniu (kwatera: U, rząd: III miejsce: 1).

## Praca naukowa
Prowadziła badania z zakresu entomologii stosowanej nad szkodliwą entomofauną zbóż. Analizowała bioekologię pryszczarka zbożowca (Haplodiplosis equestris) w uprawach zbóż w Polsce oraz występowanie i szkodliwości gospodarczo ważnych agrofagów roślin uprawnych. Felicyta Walczak jest autorką 75 publikacji, w tym 7 oryginalnych prac naukowych.